# Старий Лайщев
Старий Лайщев (пол. Stary Łajszczew) — село в Польщі, у гміні Пуща-Марянська Жирардовського повіту Мазовецького воєводства. Населення — 226 осіб (2011).
У 1975—1998 роках село належало до Скерневицького воєводства.

## Демографія
Демографічна структура станом на 31 березня 2011 року:
|          | Загалом | Допрацездатний вік | Працездатний вік | Постпрацездатний вік |
| -------- | ------- | ------------------ | ---------------- | -------------------- |
| Чоловіки | 110     | 19                 | 80               | 11                   |
| Жінки    | 116     | 22                 | 62               | 32                   |
| Разом    | 226     | 41                 | 142              | 43                   |